# 米田まりな
米田 まりな（こめだ まりな、1991年12月29日 - ）は、日本の作家。2024年現在、住友商事でベンチャー投資、ITベンチャー「サマリー」資金調達・データ解析を担当。血液型はO型。

## 概要
1991年、茨城県つくば市生まれ、宮城県仙台市育ち。脚本家の祖父・倉田順介と、研究者で東北大学理学部教授の父の影響を受けてモノに囲まれた幼少期を過ごす。
整理収納アドバイザー1級。2014年に東京大学経済学部卒業後、住友商事に入社し、Eコマース領域の事業投資を担当する
都市・地方の住宅状況格差に関する自身の経験や、100万人の“モノデータ”を扱う株式会社サマリーで行なってきた消費者調査結果を元に「捨てないお片づけ」を提唱。
作家・デザイナー・起業家などを対象に、片づけのコンサルティングを行う他、片付け術に関する書籍の出版やウェブメディアの連載を行っている。

## 経歴
- 2004年3月 仙台市立木町通小学校 卒業[4][2]
- 2007年3月 宮城教育大学附属中学校 卒業[4][2]
- 2010年
  - 3月 宮城県仙台第二高等学校 卒業[4][2]
  - 4月 東京大学文科Ⅲ類入学[4]
- 2011年11月 ミス東大コンテスト2011ファイナリストに選出[5]
- 2012年8月 北京語言大学に短期留学。「説漢語 通中国」中国語コンテストにてスピーチ部門第2位（副賞として翌年の留学費用免除）[4][2]
- 2013年3月 北京語言大学に2度目の短期留学[4][2]
- 2014年
  - 3月 東京大学経済学部卒業[3]
  - 卒業論文「東京大学女子学生のライフプラン設計への提案―北京大学女子学生との比較による―」が経済学部にて特選論文を受賞[6]
- 4月 住友商事入社[7][3]
  - EC領域でのベンチャー投資業務を担当[1]
- 2017年11月 住友商事にて、サマリーへの5億円の投資案件を担当[1][2]
- 2018年1月 住友商事より、サマリーに出向[8][3][2]
  - 営業（法人アライアンス）を担当（2018年1月～2019年3月）[9][2]
  - 資金調達・データ解析を担当（2019年4月～現在）[10]
- 2020年
- 3月20日 初めての著書『モノが多い 部屋が狭い 時間がない でも、捨てられない人の捨てない片づけ』を出版[11]
  - 4月 一橋大学修士課程 (MBA)（金融財務専攻）入学）[2]
  - 12月19日 2冊目の著書『集中できないのは、部屋のせい。東大卒「収納コンサルタント」が開発!科学的片づけメソッド37』を出版[12]

## 人物
- 祖父は脚本家の倉田順介[要出典]。父は東北大学理学部教授[2]
- 野際陽子は縁戚（父の従兄弟の配偶者の従兄弟）[13][4][2]
- 弟と2人姉弟。弟は東京大学大学院理学系研究科に在籍する[13][2]
- 座右の銘は「意志あるところに道は開ける」[13][2]
- 好きな作家は「能町みね子」[13][4][2]

生い立ち～高校時代
- 英語教師の母は、胎児の頃から洋楽を聴かせ、幼少期には英語での読み聞かせを行っていた[13][2]
- 3歳から習い事としてクラシックバレエとピアノを嗜む。小学校・中学校では合唱コンクールの伴奏を担当した[13][2]
- 小学生からクラシック鑑賞を好む。ピアノ音楽雑誌「ショパン」で読者レポーターとして寄稿（仙台国際音楽コンクール）[13][2]
- 宮城県仙台第二高等学校時代は、女子一期生（2008年3月まで男子校）だったため複数回インタビューを受けて「河北新報」「朝日新聞」に掲載される[13]
- 宮城県仙台第二高等学校、在学中は放送部に所属。運動会など各種行事ではアナウンスを担当。Date.fm「とび出せ高校生諸君!」に複数回出演した[13]
- 東大生タレントの八田亜矢子に憧れて東京大学を目指した[4][2]

大学時代
- ミス東大2011に出演した際、得意のピアノを披露した[5][14]
- 東大スポーツ愛好会硬式テニスパートに所属。先輩に作家の五百田達成[14]
- 東大放送研究会に所属。五月祭ででんぱ組.incを招いたイベントで司会を担当。同期にNHKアナウンサーの藤重博貴がいる[4][14]
- アルバイトではZ会中学講座にて、英語教材のDVDに講師として出演[4][15]
- TOEICテスト攻略に関する執筆活動を行う[4][15]
- 書籍「TOEICテスト大学生のための攻略メソッド」（Z会）にて大学生アドバイザーとしてコラム「マリナビ」を掲載[4] [15]
- Z会キャンパスレポーターとしてコラム等を執筆[4][15]

会社員時代
- 住友商事に入社。言われたデータをすぐに整理して出す仕事をするうちに「収納でも使えるんじゃないか？」と思いつき、モノを愛して捨てられない人に「捨てなくても片づく」仕組みを考案する[3][14][2]

## 趣味・特技
趣味
- ピアノ（3才から）[13][14]
- ヨガ（3才から小学生までクラシックバレエを習い事、柔軟が得意）[13]。好きなYouTubeチャンネルはエクササイズ動画「B-life」[16][14]
- お笑い鑑賞。よしもとプレミアムメンバーに加入するほどお笑い好き。M-1グランプリは出演芸人のラジオ総チェックから始まり、2回戦から決勝、本番終了後の反省会まで及ぶ。どんなに忙しくても1日1時間はお笑い鑑賞を欠かさない。好きな番組は「歌ネタゴングSHOW 爆笑!ターンテーブル」（TBSテレビ）[14]

特技
- 早口言葉。ミス東大2011、インターン面接でも披露した。好きな早口言葉は「東京特許許可局」[14]
- 中国語。東京大学在学中に、北京大学との議論を行う学生団体「京論壇」[17]に所属。廈門大学での交流プログラムや短期留学と中国に度々訪れた[18]

## 資格
- HSK汉语水平考试6級（最高級）取得[13][14]
- HSK汉语口语考试　高級（最高級）取得[13][14]
- TOEIC 930点[13][15]
- 整理収納アドバイザー1級（ライフオーガナイズ協会）取得[3][13]

## 著書
- 「モノが多い 部屋が狭い 時間がない でも、捨てられない人の捨てない片づけ」（ディスカヴァー・トゥエンティワン社、2020年3月20日）[11]
- 「集中できないのは、部屋のせい。東大卒「収納コンサルタント」が開発!科学的片づけメソッド37」（PHP研究所、2020年12月19日）[12]

## 連載
- 東洋経済オンライン（東洋経済新報社）[19]
- President Online（プレジデント社）[20]
- マイナビ　とりぐら（マイナビ）[21]

## 講演会
- 書店SPBSセミナー - 「ポストコロナ時代を楽しく生きるための“おうち時間”改革術」[22]
- エイブル入居者向け - 「片づけセミナー」[23]

## 出演

### テレビ
NHK
- 『いまほん』

日本テレビ
- 『ヒルナンデス!』

TBSテレビ
- 『今夜一杯どうですか?』
- 『1番だけが知っている』

テレビ朝日
- 『現場の声がある』

毎日放送
- 『ちちんぷいぷい』

その他
- テレビ通販ショップチャンネル

### ラジオ
JFN
- 「シンプルスタイル」
- 「OH! HAPPY MORNING」

J-WAVE
- 「MORNING RADIO」

### 新聞
- 読売新聞
- 日本経済新聞[24]
- 東京大学新聞

### 雑誌
- 「ピアノ音楽雑誌ショパン」（ハンナ）
- 「TOKYO GRAFFITI」（KKロングセラーズ）
- 「週刊プレイボーイ」（集英社）
- 「月刊事業構想」（事業構想大学院大学） - 「大企業 × ベンチャー」
- 「女性セブン」（小学館） - 「わが子の置きっ放し荷物にとても迷惑しています！」[25]
- 「週刊女性（主婦と生活社） - 「リバウンドしない東大式・収納メソッド」[26]
- 「週刊ダイヤモンド」（ダイヤモンド社）
- 「LDK」（晋遊舎） - 「ロジカル時短家事ラクテク探検隊」「新しい疲れない暮らし方大研究」
- 「日経WOMAN」（日経BP） - 「私を取り戻す！７つの新習慣」
- 「クロワッサン」（マガジンハウス） - 「幸せを感じる部屋づくりアイディア集」
- 「月刊　潮」（潮出版社） - 「捨てられない人に贈る快適片づけ術」
- 「TJ MOOK」（宝島社） - 「sweet占いBOOK 特別編集　夢を叶える！すごい開運片づけ＆おそうじ術BOOK」
- 「PRESIDENT」（プレジデント社） - 「職場の心理学」「一流の『超』勉強法」
- 「プレジデントFamily」（プレジデント社） - 「成績が伸びるノート、伸びないノート」
- 「プレジデントWOMAN」（プレジデント社） - ｢モノのせいで結婚を後悔する人5割」[27]
- 「SPA!」（扶桑社）[4]

### ウェブ
- 「東洋経済オンライン」 - 「書類と本の山を大掃除」[28]「在宅仕事が『はかどる机』『ダメな机』｣[29]「合わない机｣使っている人が感じる思わぬ不調」[30]
- 「Forebes Japan」 - 「モノを愛する私が「捨てない片付け」をやってみた #ポジティブチャレンジ」[31]
- 「Lifehacker」[32]
- 「ウートピ」[3]

### 書籍
- TOEICテスト大学生のための攻略メソッド（Z会）- 現役東大生（文三）時代にコラムや解説や体験談を執筆[15]